# Monroe (Ohio)
Monroe é uma cidade localizada no estado norte-americano de Ohio, no Condado de Butler e Condado de Warren.

## Demografia
Segundo o censo norte-americano de 2000, a sua população era de 7133 habitantes.
Em 2006, foi estimada uma população de 11.226, um aumento de 4093 (57.4%).

## Geografia
De acordo com o United States Census Bureau tem uma área de
40,3 km², dos quais 40,2 km² cobertos por terra e 0,1 km² cobertos por água. Monroe localiza-se a aproximadamente 256 m acima do nível do mar.

## Localidades na vizinhança
O diagrama seguinte representa as localidades num raio de 12 km ao redor de Monroe.